# Institut de recherche biblique
L'Institut de recherche biblique - autrement connu sous le nom de Biblical Research Institute (BRI) - est un département officiel de la Conférence générale (le siège mondial) de l'Église adventiste du septième jour. Il se consacre à trois activités : la recherche biblique, l'apologétique (la défense de la foi) et le service auprès de l'Église. Il comprend cinq théologiens adventistes. L'institut dirige aussi un comité de recherche - le Biblical Research Institute Commitee (BRICOM) - composé d'une quarantaine de théologiens à travers le monde, et d'un comité scientifique - le Biblical Research Institute Science Council (BRISCO) - qui examine la relation entre la science et la religion.

## Histoire
L'Institut de recherche biblique fut créé le 25 septembre 1975 comme un service de la Conférence générale. Mais son histoire remonte à plus loin dans le temps, à travers d'autres organisations.
En 1943, les dirigeants de l'Église adventiste fondèrent un comité chargé de répondre aux critiques de l'adventisme, incluant des dissidents. En 1952, on l'appela le Comité de défense littéraire (Defense Literature Committee). Après une réorganisation en 1956, on créa aussi le Groupe de recherche et d'étude biblique (Biblical Study and Research Group). En 1969, le Comité de recherche biblique (Biblical Research Committee) se forma en fusionnant le Comité de défense littéraire et le Groupe de recherche. Mais ce comité n'avait pas l'autorité de représenter l'Église adventiste sur les questions théologiques. En 1969, Robert Pierson, le président de la Conférence générale, lui accorda plus de contrôle administratif sur les chercheurs.

## Direction
Directeurs de l'Institut de recherche biblique :
- 1952–1959 - W. E. Read
- 1959–1969 - H. W. Lowe
- 1969–1979 - Gordon M. Hyde
- 1979–1984 - W. R. Lesher
- 1984–2001 - George W. Reid
- 2001–présent - Ángel Manuel Rodríguez

## Direction actuelle
Directeur : Ángel Manuel Rodríguez, Dr en théologie (Ancien Testament, le sanctuaire et la théologie de l'Ancien testament)
Directeurs adjoints :
- Kwabena Donkor, Dr. ès sciences religieuses (Théologie systématique, philosophie chrétienne et méthode théologique)
- Ekkehardt Mueller, Dr. en théologie (Nouveau Testament, Apocalypse de Jean, herméneutiques et théologie appliquée)
- Gerhard Pfandl, Dr. ès sciences religieuses (Ancien Testament, livre de Daniel, archéologie du moyen-orient, esprit de prophétie)
- Clinton Wahlen, Dr. ès sciences religieuses (Nouveau Testament, théologie biblique, judaïsme et christianisme primitif)[4].

## Publications
L'Institut de recherche biblique publie régulièrement des ouvrages académiques et des articles qui traitent de questions théologiques. Sur son site officiel, on peut lire des documents sur la Bible, la théologie, la philosophie, le christianisme, l'adventisme, l'histoire, et la relation entre la science et la religion.